# Egy rém rendes család
Az Egy rém rendes család (eredeti címe: Married… with Children – „Házas… gyerekekkel”) amerikai tévésorozat, amely egy Chicago külvárosában élő diszfunkcionális családról szól. Elsőként a Fox tévétársaság tűzte műsorára 1987. április 5-én, és itt 1997. június 9-ig futott. Az amerikai televíziózás történetéenk egyik leghosszabb szituációs komédia sorozata.

## A sorozat
A sorozat főszereplője Al Bundy, egy szerencsétlen papucsférj a korábban sikeres középiskolai amerikaifutball-játékos, aki nőicipő-bolti eladóként dolgozik; felesége, Peggy, a vörös hajú, harsány, extravagánsan öltözködő, képzetlen háziasszony; valamint két gyermekük: Kelly, a vonzó, de buta és könnyűvérű lány (aki a sorozat kezdetén még középiskolába jár), és Bud, a stréber, népszerűtlen és a lányok idegeire menő fiú (aki a sorozat kezdetén általános iskolás). A főcímdalt, a „Love and Marriage”-et Frank Sinatra énekli.
Az Egyesült Államokban a nyolcvanas évek közepe táján a nagy hagyománnyal rendelkező helyzetkomédiák iránti érdeklődés csökkenőben volt. Kezdetben ez a sorozat sem volt különösebben népszerű. Mikor 1987-ben legelőször adásba került, meglehetősen negatív kritikákkal illették. Egyszerű, alacsony költségvetésű vígjátéknak tartották, amelynek lényege az alpári humor és a szexuális utalások. A kritikusok szerint a karakterek többnyire korunk emberének egydimenziós paródiái. Christina Applegate egyszer megjegyezte, hogy a sorozat tulajdonképpen „egy rajzfilm”. Mindazonáltal – nyilvánvaló hiányosságai ellenére – a nézők gyorsan megkedvelték, mert a társadalom egy olyan rétegét ábrázolta, amely korábban nemigen volt látható a televízióban. Az elképzelés a boldogtalan házaspárról, akiknek az élete teljes kudarc, egyedülálló volt. A készítők kiforgatták és kigúnyolták az addigi tévésorozatok és filmek rózsaszínű amerikai álmot bemutató idealizált világát, görbe tükörben láttatva és kritizálva az amerikai társadalmat. Alternatívát kínált a idealizált középosztálybeli családmodellt szentimentálisan megjelenítő sorozatok (például: Bír-lak és Egyről a kettőre) után és inverze volt a elit életét "bemutató" szappanoperáknak (mint például: a Dallas, Dinasztia, Falcon Crest, Gazdagok és szépek). A nézők így váratlanul szembesültek egy veszekedő, boldogtalan, hitvány házaspárral és alulteljesítő, pimasz gyerekeikkel.
A sorozat szempontjából fontos – tulajdonképpen ennek köszönhető a hosszútávú fennmaradása –, hogy a karakterek (beleértve a legközelebbi szomszédokat és barátokat, Rhoadesékat, majd Marcy, Jefferson D’Arcyval kötött házassága után, a későbbi D’Arcyékat) alapvetően segítik és védik egymást. Függetlenül attól, hogy mennyit civakodnak és állításuk szerint mennyire megvetik családi kötelékeiket, mikor valamelyikük nehéz helyzetbe kerül, a többiek az ő oldalára állnak.
Ahogy a sorozat humora (a színészekkel együtt) fejlődött, a kritikusok dicsérni kezdték, amiért közérthető módon foglalkozott olyan témákkal, mint a rasszizmus, a feminizmus vagy a szexuális problémák, miközben bemutatja az emberi természet alantas oldalát is. A szereplőgárda tagjait a sorozat befejeződése óta is könnyen felismerik az Egy rém rendes családban játszott szerepük révén.
A sorozat a Fox Network első sikeres sorozata volt, valamint az egyetlen, amely túlélte a tévétársaság problémákkal teli első évét.

## Karakterek

### Bundy család

#### Al Bundy
A Bundy család apafigurája. Al (Ed O’Neill, magyar hangja Csuja Imre) rendszerint a védjegyének számító tévénéző pózban, a kanapén ülve, bal kezében a távirányítóval, jobb kezét a nadrágjába helyezve látható. Ő volt a Polk Gimnázium (Polk High) amerikai futball csapatának sztárjátékosa (Running Back), az elnyert atlétikai ösztöndíjjal az egyetemre várt – mígnem találkozott Peggyvel. Ezután eltörte a lábát és elveszítette az ösztöndíját, az élete széthullott és ott ragadt cipőeladóként a New Market Mall cipőboltjában (Gary cipő és kiegészítő a modern nő számára). Megkeseredett gyötrődése az élettel, irtózása a feleségével folytatott szextől és visszaemlékezései a dicső múltjára („Négy touchdown-t szereztem egy meccs alatt!”) központi elemei a sorozat humorának. Habár neheztel családjára és gyakran hibáztatja őket a nyomorúságáért, néha a törődés jeleit mutatja irántuk. Amellett, hogy megtartja pocséknak tekintett állását, hogy elláthassa „szeretteit”, megpróbál karácsonyi ajándékot venni nekik, rendszeresen elveri és kihajítja a házból lánya mihaszna barátait, egyszer a teljes fizetését a fiának adja, hogy megünnepelhessék a 18. születésnapját a Nudi bárban, házastársától pedig igyekszik távol tartani a közelébe kerülő férfiakat (például megfenyegeti a női sztriptízbár egyik táncosát, és leüti a felesége óriásplakáton megjelent erotikus fotójára megjegyzéseket tevő járókelőket). Éhezéssel és minimálbérért való robotolással töltött napjai elől többnyire a tévézéshez és a sporthoz menekül; kiválóan tekézik és baseballozik. Imádja a fiatal, csinos lányokat, de megveti az asszonyokat és gyűlöli a kövér nőket. Intenzív láb-, száj- és testszaga időnként vicc tárgyává válik. A sorozat visszatérő komikuma, hogy akárhányszor belefog valami ház körüli munkába (egérirtás, tetőjavítás, kutyaólépítés, vagy a kábeltévé összeszerelése) mindig felsül, melyen a családja általában jót kacag. Keresztneve az Alfonz rövidítése.

#### Margaret "Peggy" Bundy
Peggy (Katey Sagal, magyar hangja Básti Juli és Kovács Nóra) Al felesége és a gyerekek anyja. A kitalált Wanker megyéből származik, Wisconsin államból, „ahol mindenki a családhoz tartozik”. Lánykori neve Margaret Wanker. Férje, Al őt tartja nyomorúsága legfőbb okának. Egy anyagilag és szexuálisan kielégítetlen (kielégíthetetlen?) nő. Lusta anya, alig törődik azzal, hogy segítse a gyerekek felnövését (Al nemkülönben) és gyakran megfeledkezik a családja szükségleteiről.
Néha azonban, Al-hez hasonlóan, neki is megmutatkozik anyai és hitvesi oldala (például, amikor Kelly elköltözik otthonról, betegesen törődni kezd Bud-dal, hogy bepótolja az elmaradt hiányosságokat, egyszer pedig, mikor Al nevetség tárgyává válik, amiért nem tud teljesíteni a hálószobában, ő próbálja meg helyrehozni a dolgot, azzal hogy egy pletykát terjeszt, ennek az ellenkezőjéről.) Ahogy a wankeri nők általában, ő is meglehetősen vonakodik attól, hogy saját állása legyen; egyszer dolgozni kezdett egy óraboltban eladóként, de rövid idő múlva kilépett, mivel gyűlölte a munkáját. Háziasszonyként az egész napját otthon tölti, de ennek ellenére nem végez házimunkát, így többek között főzni sem szokott, mivel (habár dohányzik) állítása szerint allergiás a tűzre (egy ízben mégis sikerül megnyernie egy karácsonyi dekorációs versenyt az általa készített mézeskalácsházakkal). Rendszerint elherdálja az Al munkájából befolyó kevés pénzt, melyet szívesebben költ ruhákra, fodrászra, kozmetikusra illetve teleshopos megrendelésekre, mint ételre. Mikor ételt vásárol, akkor rendszerint bonbont vesz a kedvenc talkshow-i, a Phil és az Oprah alatti nassoláshoz. Kedveli a fiatal férfiak társaságát, így a férjéhez hasonlóan sztriptízbárba jár, de ő sem lenne képes megcsalni a házastársát. Folyamatosan próbál szexelni Allel. Próbálkozásai és Al tiltakozása a sorozat visszatérő komikus elemét képezik.

#### Kelly Bundy
Kelly (Christina Applegate, magyar hangja Zsigmond Tamara) a Bundy család első gyermeke. A könnyűvérű, erkölcstelen Kelly a „buta szőke” sztereotípiája. Humora jelentős részben az ostobasága megnyilvánulásaiból ered. Egy a múltban játszódó jelenetből kiderül, hogy korábban okos volt, de buta lett, miután egy koccanásos autóbaleset során beütötte a fejét. Egy-egy ritka alkalommal azonban újból felszínre kerülnek egyedülálló képességei (például kitűnően biliárdozik, rövid időn belül megtanul íjjal lőni, képes a rulettasztal mellett állva, az agyát kiürítve megjósolni a következő számot, néhány kézmozdulattal helyrehozni egy rosszul összetákolt munkaasztalt, amit Alnek nem sikerült, vagy fejben kiszámítani a D’Arcyékhoz átlövendő szemét röppályáját, elképesztő memóriája van, beszél japánul). Imád fiúzni, hajat szőkíteni és telefonálni. Gyakran piszkálja öccsét, Budot, pubertáskori változásai és a lányokkal kapcsolatos kudarcai miatt (bár valójában tiszteli őt az eszéért).

#### Bud Franklin Bundy
Budrick Franklin Bundy (David Faustino, magyar hangja Halasi Dániel) a család második gyermeke. Bud szexi és vonzó srácnak képzeli magát, de gyakran bebizonyosodik, hogy nem az. A nők általában elutasítják, de akadnak egyéjszakás kalandjai is, többek között unokatestvére menyasszonyával, akit Joey Lauren Adams játszik. Változatos alteregói segítségével igyekszik közelebb kerülni a lányokhoz, például Nagymester B-ként, egy rapperként, aki Házmester B, Zsebhokis B, Kertitörpe B, Nagypapi B, Grasshopper, Nagyfattyú stb. néven állandó nevetség tárgya a családban. (David Faustino egyébként több rapalbumon is szerepel, és egy éjszakai klubot üzemeltet.) Gyakran szekálja Kellyt ostobasága és könnyűvérűsége miatt. A kezdeti évadokban, mikor még mindketten a tanulmányaikat végzik, Bud gyakran szórakozik azzal, hogyha Kelly segítséget kér tőle a tanulásban, akkor rendre hülyeségekre tanítja őt. Kéjsóvár és intrikus, és gyakran csak szexuális megaláztatás jut neki. Diszfunkcionális családi háttere ellenére azonban Bud a legképzettebb Bundy. Kitűnő eredménnyel fejezi be a középiskolát, és elvégzi a főiskolát is. Később ő lesz Kelly ügynöke, 75% feletti részesedéssel. Habár rendszeresen piszkálja nővérét, sokszor igyekszik megvédeni őt. (Például amikor az ALFA Klub megrendezi az „idióta bulit” és meghívja Kelly-t, Bud segít neki bosszút állni.)

#### Brúnó (Buck)
A család kutyája (eredetileg Bucknak hívták, de a magyar fordításban új nevet kapott). Időnként „megszólaltatják”, hogy a nézők tudják, éppen mi fut át az agyán (elmélkedéseihez az eredeti hangot a komikus Cheech Marin, majd a sorozat írója, Kevin Curran kölcsönözte), magyar hangját pedig Kárpáti Levente kölcsönzi. Ugyanúgy megveti a család többi tagját, mint ahogy ők egymást. A sorozat egyik részében meghal, lehetővé téve a kiöregedett briard számára a nyugdíjba vonulást, de rögtön ezután Luckyként reinkarnálódik a macskák ellen elkövetett bűnei miatt. A kutyát valójában Mike-nak hívták, az idomárja a negyedik évadban változtatta meg a nevét Buckra. Kilenc hónappal nyugdíjba vonulása után, 1996. május 28-án pusztult el, 13 évesen.

#### Lucky
Lucky a Brúnó halála után a családhoz került. Brúnó reinkarnációja, de ezt rajta kívül senki sem tudja. Lucky gondolatait Kim Weiskopf (a Bír-lak és a Baywatch című sorozatok írója) szólaltatja meg, magyar hangját pedig Kapácsy Miklós kölcsönzi.

#### Seven
Seven (Shane Sweet) egy hétéves kisfiú Peggy rokonságából, akit a család kényszerből örökbe fogad, miután a Bundyékhoz vendégségbe érkező szülei egyszerűen otthagyják. Rövid idő után a történet bonyolítása nélkül kivették a sorozatból (a hivatalos indoklás szerint az írók nehezen tudták beilleszteni a karakterét a felnőttekről szóló történetekbe). A 8. évad egyik részében ebből paródia is született, amikor egy ízben Seven arca tűnt fel egy tejes dobozon, az alábbi felirat kíséretében: „Nem láttak engem valahol?”

#### Peg anyja
Csak egy rémisztő, mély hang formájában van jelen, mikor a későbbi évadokban Bundyéknál lakik. Van néhány bizonytalan és kacagtató utalás gigantikus méreteire és testsúlyára. Eredetileg Harris „Divine” Milstead játszotta volna ezt a szerepet, de ő a forgatás kezdete előtt meghalt.

#### Al apja
Egyes epizódokban visszatérő szereplő, szerepét szintén Ed O'Neill alakítja. Mivel már elhunyt, így legtöbbször Al visszaemlékezéseiben vagy álmaiban mutatják. Elsőként akkor tűnik fel, mikor Al egyik álmában arra buzdítja fiát, hogy szerezze vissza az elveszett Playboy magazinokat, amiket Peg eladott. Későbbikében Al sokszor beszél róla, hogy például mennyire szeretett volna mindig egy Fergusson vécécsészét, amilyen az apjának is volt, vagy hogy a Dodge Challenger, amit mindig az apjával szerelgetett, mennyi közös emléket fűz hozzá. Al egyszer megemlíti, hogy mikor nem fogadta meg apja tanácsát, miszerint „vigyázz a hosszú hajú, vörös veszedelemmel” (Peggyre célzott), egy életre megbánta.

### Szomszédok

#### Marcy (Rhoades) D’Arcy
Marcy (Amanda Bearse, magyar hangja Götz Anna) Peggy legjobb barátnője és a család közvetlen szomszédja, aki jómódú bankár, és szende fiatal feleségként költözik a szomszédos házba, de később egyre jobban megnyilvánul igazi természete (furcsa szexuális életet él és agressziója elfojtására pszichiáterhez jár, valamint gyógyszert szed). Meggyőződéses feminista és környezetvédő, lenézi az alsóbb osztályba tartozó embereket. Sznob jelleméből eredően minden téren különbnek tartja magát Bundyéknál, miközben néha lecsúszik az ő szintjükre. Utálja Alt, és gyakran veszekszik is vele. Általában disznónak, majomnak vagy neandervölgyinek titulálja őt, aki előszeretettel célozgat arra, hogy Marcynak lapos a melle, mint ahogy arra is, hogy dühében csirkeszerű pózban áll. A sorozat visszatérő poénja, hogy Marcyt rövid haja és alacsony termete miatt időnként férfinak vagy kisfiúnak nézik. Unokatestvére, Mandy (akit szintén Amanda Bearse alakít) leszbikus.

#### Steve Rhoades
Steve Bartholomew Rhoades (David Garrison, magyar hangja Kálid Artúr) Marcy első férje. Bankárként dolgozik, és bár Marcyénál alacsonyabb pozícióban van, ez úgy tűnik nem zavarja, a későbbiekben pedig, mikor Marcy jobb állást kap egy másik banknál, elfoglalja a megüresedett helyét. Steve is felsőbbrendűnek tartja magát Bundyéknál, idővel azonban egyre inkább hasonlítani kezd rájuk, főként Alre, akihez esetenként tanácsért fordul. Steve-et a negyedik évad közepén kiírták a sorozatból, Garrison ugyanis úgy döntött, hogy nem akarja lekötni magát egy heti tévésorozattal, és hogy megmeneküljön az egy szerephez kapcsolódó beskatulyázástól, több időt szentel első szerelmének, a színjátszásnak. A Fox-szal kötött megállapodása alapján egy összeg ellenében elengedték a szerződési idejének hátralevő részét. Ennek megfelelően, az első részből, amelyben már nem szerepel, megtudhatjuk hogy Steve felhagyott saját és Marcyéval közös yuppie életstílusával, és a természet iránt növekvő érdeklődésének kezd hódolni (ahogy maga Garrison is). Levélben tájékoztatja Marcyt arról, hogy elhagyja és parkőrként vállal munkát a Yosemite Nemzeti Parkban. A későbbi évadokban, Garrison vendégszereplőként még négy alkalommal tűnik fel Steve Rhoadesként, aki visszatérve korábbi életmódjához, végül Bud főiskolájának dékáni székébe kerül. Ez utóbbi epizódot egy tervezett spin-off sorozat kezdetének szánták, amely végül nem készült el.

#### Jefferson D’Arcy
Jefferson Milhouse D’Arcy (Ted McGinley, magyar hangja Bognár Zsolt) Marcy második férje, egy szépfiú, aki a pénzéért ment hozzá az egyik bankárszeminárium után lerészegedett Marcyhoz. Önző és lusta, ő Peggy férfi megfelelője. Al közeli barátja, és gyakran vitázik Marcyval amiatt, hogy nem dolgozik és túl sok időt tölt el Allel. A házasságát megelőzően csalás miatt börtönbüntetésre ítélték. Állítása szerint korábban a CIA ügynöke volt, a későbbiekben pedig hadnagyi rangban a Nemzeti Gárda tisztje lett. A CIA-val való kapcsolatára sosem derül egyértelműen fény, de több utalás is ennek valódisága mellett szól (van például néhány befolyásos barátja Washingtonban, akik bejuttatják a NO MA’AM-et (lásd lentebb) a Kongresszus elé, a titkosszolgálat emberei pedig régi kollégájukként üdvözlik és egykori kódnevén szólítják. Azt állítja, hogy az utolsó CIA-s akciója egy Fidel Castro elleni sikertelen merényletkísérlet volt, amely után Castro vérdíjat tűzött ki a fejére (Marcynak ezzel indokolja, hogy munkanélküliként, rejtőzködve kell élnie). A diktátor ennek ellenére mégis barátságosan üdvözli őt és segít neki, mikor felkeresi egy Dodge-hoz való benzinpumpa beszerzése miatt. Ted McGinley korábban, egy ízben Peggy férjeként szerepelt egy alternatív világban játszódó epizódban, amelyben Az élet csodaszép című sorozatban szereplő Capráékat parodizálták.

### Visszatérő karakterek
- Griff (Harold Sylvester, magyar hangja Hankó Attila, ifj. Jászai László) – Al barátja és kollégája a cipőboltban, a kilencedik évadtól kezdődően. Al NO MA’AM szervezetének tagja. Válása után a vezetékneve is a feleségéé lett, így azt egy X-szel helyettesíti. Egy Geo Metro márkájú (Magyarországon Suzuki Swift néven ismert) autó tulajdonosa. Bud szerint annyira kevés a pénze, hogy beszínezi a bokáját, hogy úgy tűnjön zokni van rajta. A középiskolában egy színielőadáson Dorothyt alakította az Óz, a csodák csodája című darabban.
- Bob Rooney (E. E. Bell) – A NO MA’AM kincstárnoka. Hentesként dolgozik. Felesége Louise, Peggy barátnője. Egykor Allel egy csapatban játszott a Polk Gimiben. Általában a teljes nevén szólítják, megfelelve annak az USA középnyugati részén előforduló szokásnak, amely szerint a szomszédság egy-egy tagjának mindkét nevét használják.
- Ike (Tom McCleister) – A NO MA’AM fontos tagja, akit néha Ike őrmesternek is neveznek. Elvis-rajongó. Feleségét Frannie-nek hívják. Egyes utalások szerint szexuálisan aberrált.
- Dan őrmester (Dan Tullis Jr.) – Szintén Al barátja, aki megpróbálja megtartani az egyensúlyt rendőrtiszti karrierje, valamint Allel és társaival való barátsága között. Nős és két gyereke van.
- Miranda Veracruz de la Hoya Cardenal (Teresa Parente) – Latin-amerikai származású helyi hírtudósító, aki néha beszámol a Bundyékat, ill. a NO MA’AM-et érintő „hírértékű” eseményekről.
- A Wankerek – Peggy rokonai. Wanker megyében élnek, de időnként feltűnnek a képernyőn is. Peggy anyja sosem látható (habár több részben is hallható a hangja, amelyet eredetileg Kathleen Freeman kölcsönöz a számára), apja viszont, akit Tim Conway játszik, szerepel néhány epizódban. Peggy anyjának hihetetlen túlsúlya többször is vicc tárgyává válik.
- Gary (Janet Carrol) – A Gary cipő és kiegészítő a modern nő számára („A Gary’s Shoes and Accessories for the Modern Woman”) bolt tulajdonosnője és egyben Al főnöke. Gary akkor tűnik fel először, amikor Al a női cipőboltot férfi cipőbolttá alakítja át. Al ekkor szembesül azzal, hogy Gary valójában nem is férfi, mint ahogy azt korábban feltételezte róla. Gary elképesztően gazdag, és egyetlen sikertelen üzleti vállalkozása a cipőbolt, amelyet dacból nem akar megszüntetni. Több későbbi részben is feltűnik, gondokat és bosszúságot okozva Al számára. Az egyik részben ő lesz Bud cukrosnénije.
- Luke Ventura (Ritch Shydner) – Al munkatársa a sorozat korai részeiben. Megrögzött nőcsábász, aki Al orra elől csábítja el a szép női vásárlókat. Peg gyűlöli. Az első évad végén eltűnik, majd a kilencedik évad „Al nagy mozija” című részében bukkan fel ismét a „Cipő Hírek” címlapján, mint az év legjobb cipőeladója.
- Aaron Mitchell (Hill Harper, magyar hangja Seszták Szabolcs) – A nyolcadik évadban egy rövid ideig Al segédjeként kap munkát a cipőboltban. A Polk Gimiben végzett, ahol a focicsapat tagja volt. Az egyetemre készül és szeretné feleségül venni gyönyörű, szorgalmas és házias barátnőjét. Al korábban meggyőzi, hogy a házasság szörnyű, mert nem ismeri a menyasszonyát, ezért Aaron visszatér korábbi barátnőjéhez „Meg”-hez (Peg fiatal másához) tönkretéve ezzel az életét ahhoz hasonlóan, ahogyan azt Al is tette.
- Amber (Juliet Marie Tablak) Marcy unokahúga, Bud szerelmes belé.

### Vendégsztárok
A műsorban számos híres - vagy később híressé lett - zenész, színész és sportoló is vendégszerepelt, például az Anthrax együttes, a Village People, Charlene Tilton (a Dallas c. sorozatból), Shannon Tweed, Roy Jones Jr., Fergie, Milla Jovovich (például Az ötödik elem, Jeanne D´Arc - Az orleans-i szűz, A kaptár), Robert Englund (Freddy Krueger, Rémálom az Elm utcában), Tammy Wynette (country énekesnő), Michael Clarke Duncan (például Armageddon, Skorpiókirály, Sin City, A halálsoron), Pamela Anderson, Tia Carrere, Matt LeBlanc, Denise Richards, Wanna White, Jerry Springer, Gary Coleman, Larry Storch, King Kong Bundy (wrestler), Sugar Ray Leonard (bokszoló), Bubba Smith (amerikai foci sztár Rendőrakadémia sorozatokból), Sam Kinison (stand-up komikus és színész), Lawrence Taylor, Joe Namath, Ken Stabler, Mike Ditka (amerikai foci sztárok), Ernie Banks, Johnny Bench, Joe Morgan, Mike Piazza, Frank Thomas, Dave Winfield, Brett Saberhagen (baseball sztárok).

## Bundy ikonok
- NO MA’AM – Betűszó (szó szerint: „Nem, asszonyom”), amelynek jelentése National Organization of Men Against Amazonian Masterhood, magyarul A Férfiak Nemzeti Szervezete az Amazonok Elnyomása Ellen. Ez egy (többnyire nős) férfiakból álló antifeminista klub, amelynek üléseit Al garázsában tartják, megtárgyalva a legfontosabb témákat, mint például a sör vagy a lányok. 1995-ben, az „Al tiszteletes” című részben megpróbálnak egyházzá alakulni, hogy ne kelljen a sörre kivetett adót megfizetniük, Marcy közbelépése miatt azonban kudarcot vallanak.
- FANG – Betűszó (szó szerint: „agyar”), melynek jelentése Feminists Against Neanderthal Guys, magyarul Feministák a Neandervölgyi Pasasok Ellen / Fenimisták kontra Neandervölgyi hapsik/ Marcy klubja, amelyre általában csak feministákként vagy nőegyletként hivatkoznak. Egy ízben tüntetést szerveztek a cipőboltban, miután Al elzavart egy gyermekét ott szoptató nőt, később pedig betiltották Al kedvenc sorozatát, a Pszichoaput.
- Polk Gimnázium – A James K. Polk elnökről elnevezett gimnázium, ahová Al együtt járt Peggyvel, és ahol az iskola történetének legsikeresebb sportolójaként négy touchdownt szerzett egy mérkőzésen. Kelly és Bud is ebbe az iskolába jártak. 1995-ben Alről nevezik el az iskolai focipálya eredményjelző tábláját, de az neki köszönhetően még a ceremónia során megsemmisül.
- Rázós Klub/Nudi bár – Iqbal sztriptízbárja, ahová a NO MA’AM tagjai szórakozni járnak, elköltve a maradék pénzüket, amelyet a feleségüknek nem sikerült.
- Nagy Dudák (Big ’Uns) – Al és társai kedvenc pornóújsága. Segédeszközként is használják a feleségükkel való szexhez. Al Jeffersonnak: „Vigyél ezekből kettőt, aztán hívj fel reggel,” majd ránéz Marcyra és hozzáteszi, „inkább vigyél négyet.”
- Nőies Lány Sör – A NO MA’AM hivatalos söre. Egyszer, mikor Al és bandája megtudta a tévéből, hogy a bevétel egy része az rászorulókhoz kerül, új sört akartak választani, de egy egész estés sörkóstolás után újra ezt a sört szavazták meg.
- Pszichoapu – Al kedvenc tévéműsora, egy erőszakos jelenetekben bővelkedő westernsorozat, amelyet Marcy és a nőegylet tagjai betiltatnak (az ő közbenjárására veszik le a műsorról a Borsók a hüvelyben című sorozatot is, melynek karaktereit a Bundy családról és Marcyékról mintázták).
- Weenie Tot – Al kedvenc miniatűr virsliszerű csemegéje.
- A Dodge – A Bundy család autója, egy Dodge-ként emlegetett 1971-ben gyártott Plymouth Duster, amelyet Al még középiskolásként vásárolt, és ami már több, mint egy millió mérföldet megtett. Régi, barna, rusztikus színe könnyen felismerhetővé teszi, azonban egy autómosóban tett látogatás során (a 9. évad 17. részében) kiderül, hogy valójában piros. Rossz műszaki állapota ellenére (például állandó motorproblémák), Al vonakodik megválni tőle. A 11. évad elején eltemetik a kertben, miután hibás benzinpumpája miatt jobblétre szenderült, Jeffersonnak azonban sikerül Kubából egy cserealkatrészt beszereznie, amitől az autó feltámad. A kocsi rendszáma többször is látható, de különbözik az egyes évadokban, a hatodikban „2 RPH 72”, a későbbiekben pedig „61 CMS 2”.[8]
- Gary cipő és kiegészítő a modern nő számára – A cipőbolt, a New Market Mall üzletközpontban, ahol Al a középiskola befejezése óta dolgozik. Eredetileg úgy tervezte, hogy csak egy nyárra marad ott, mielőtt az egyetemre menne, de egy lábtörés és a házasság mindent megváltoztatott. Al gyakran goromba az üzletbe betérő vásárlókkal (főleg ha kövérek), vevők hiányában pedig többnyire a WC-n ül vagy az arcát a kezébe temetve búslakodik a sanyarú sorsa miatt. Mikor megelégeli a női cipők eladásával járó megaláztatást, megpróbálja férfi cipőbolttá alakítani az üzletet, arra számítva, hogy ez Garyt nem fogja érdekelni, de Garyről röviddel ezután kiderül, hogy valójában nő, és minden visszatér a régi kerékvágásba.
- WC lehúzás – Al egyik kedvenc időtöltése, hogy hosszú órákat tölt el a WC-n. Mikor a Bundy házban elhangzik a vízöblítés hangja, a nézők biztosak lehetnek abban, hogy Al hamarosan kilép a WC-ből, többnyire egy újsággal a kezében. Al egy nap úgy dönt, hogy vásárol magának egy Ferguson vécécsészét, mint ahogy azt régen apja is tette. Egy későbbi részben azonban a garázsában épített „férfifürdőszobát” az ott kialakított lakószobával együtt kénytelen lerombolni, miután a terhes nők birtokukba veszik.
- Isis – Bud felfújható guminője, számos poén tárgya.
- A Bundyk mottója/Bundy Credo – Al két verziót mond el Budnak. Az első verzió: „Hazudj, ha ébred az asszony, Hazudj, ha kavarog a gyomrod, Hazudj, ha tudod, hogy színlel a nő, Hazudj és árulj cipőt és hazudj!” Bud visszakérdez, hogy tényleg ez-e a családi credo, mire Al közli vele az igazit: „Dudák, dudák, nyam-nyam-nyam-nyam, Dudák, dudák, a csaj legyen buta.”
- Óóó, Bundy/Hajrá Bundy! – A család sportcsapatokhoz hasonló csatakiáltása, amelyet általában akkor hallhatunk, amikor Bundyék - egymás verbális bántalmazása helyett - összefognak egy nagy feladat érdekében vagy egy külső ellenséggel szemben. Ehhez Al felkérésére a kézfejeiket előbb egymásra helyezik, majd egyszerre felemelve felkiáltanak. Alkalmanként más változatai is hallhatók, mint például: „Óóó, egyesült Bundyk a hatóságok ellen!”, „Óóó, elszedjük az öregek nyugdíját!, Óóó, Dolcsí!”
- Srácok, köszönjétek meg apátoknak! – Peggy szarkasztikus mondata, amely akkor hangzik el, amikor Al totálisan elrontott valamit. Érdekesség, hogy az Európai vakáció című filmben „Ellen Griswold” időnként ugyanezt mondja.
- Fox TV-néző pozíció – A Fox adását eleinte csak kisebb társaságok továbbították, sokszor meglehetősen gyenge minőségben, így amikor Bundyék néha átkapcsolnak a Fox csatornára, az adás vételének javítása érdekében a család tagjai szobaantennákkal, alufóliával körbetekert ruhafogasokkal és egyéb tárgyakkal a kezükben helyezkednek el a nappali különböző pontjain.
- Al készülődik – Ha fontosabb eseményekre kerül sor (például focimeccs, kerti sütés, ház körüli munka), Al hosszas készülődésnek veti alá magát. Ez általában annyit tesz, hogy nevetséges, olykor teljesen haszontalan jelmezeket ölt magára, majd csatakiáltást fűz az adott eseményhez (pl.: Főzzünk!, Induljunk!, Most egérfenék-rúgás következik!, Ideje teljesíteni küldetésemet!). Érdekesség, hogy ezen jelenetek során mindig George Thorogood Bad to the Bone című zenéje szól.
- Fülzsír – Al testi higiéniájának egyik visszatérő poénja vastag, ragacsos fülzsírja. Általában, ha Al a fülét piszkálja, utána szereti megmutatni Peggynek, mit bányászott, aki ilyenkor mindig undorodva fordul el tőle.
- Al az ágyban – Al szexuális teljesítménye rendszeresen képezi vicc tárgyát. Ha ágyba bújik Peggyvel, pár másodperc alatt már túlesnek a szeretkezésen, ami miatt Peg gyakran panaszkodik. Ezenkívül Al többször visszakozik a szextől, ami ugyancsak komikus.
- Batyu a szekrényben – Akkor kerül elő, amikor Al végső elkeseredettségeiben úgy dönt, világgá megy. Ilyenkor előkapja a gardróbból a batyuba összecsomagolt holmiját, amit egy bot végére tűz fel, ahogy az igazi vándorok. Később ugyanezt Bud is megteszi, amikor az apja közli vele, hogy lakbért számol fel a pincéért, ahová Bud költözött.
- A Bundy átok – Két átok sújtja Bundyékat. Az elsőt, miszerint minden Bundy kudarcra van ítélve, Al többször is megemlíti. A második átok a középkori angol kisvárosból, Alsó Unctonból ered, ahol Al őse kovácsként dolgozott. Egy alkalommal egy kövér nőnemű ügyfél tért be megpatkoltatni a lovát, akire Seamus McBundy sértő megjegyzéseket kezdett tenni. A nő kijelentette magáról, hogy boszorkány és megfenyegette Seamust, aki tovább sértegette, ezért ő megátkozta a Bundykat. Az átok szerint a Bundy férfiak lába undorító szagot fog árasztani az idők végezetéig, és Alsó Unctonra mindaddig sötétség borul, míg egyetlen is él közülük a világon. A városlakók évszázadokon át kutattak a Bundyk után, hogy mindet megölve megtörhessék az átkot, amíg végül rá nem találtak Alre, aki sajátos módon szabadult ki a neki és Budnak felállított csapdából.
- Oprah – Peggy kedvenc talkshowja a valóban létező „The Oprah Winfrey Show”. Al Oprah Winfrey-t több okból utálja. Egyrészt összefüggésben van Peggy munkakerülő életmódjával. Az talkshow másrészt az 1980-as és 1990-es években a magukért egyre inkább kiálló nőkkel kapcsolatos témákat vetett fel - ezek viszont nem tetszenek a szexista Al-nek. A legfontosabb ok azonban, hogy Oprah akkoriban kifejezetten kövér testalkatú volt… Érdekesség, hogy Oprah Winfrey Chicagoban, vagyis Bundyék városában tűnt fel.
- Gimis foci történetek - Al állandóan gimis futballsikereivel büszkélkedik, leggyakrabban a négy touch down-t emlegeti és ha nem jöttek volna össze Peggel, akkor profi focista karriert futhatot volna be.
- Hondo - Al kedvenc filmje John Wayne főszereplésével (valóban létező film).
- Tökfej - Kelly beceneve, a legtöbbször Al hívja őt így, mikor valami ostobaságot csinál (vagyis elég gyakran).
- Cipőszag - Al és családjának egyik átka a folytonos cipőszag. Egyszer, mikor egy repülőn utazott Al és Peg, Al levette a cipőjét, és az összes oxigénmaszk leesett az utastérben.
- Kéz a gatyában - Al egyik kedvenc időtöltése az, hogy mikor egyedül van otthon, beteszi az egyik kezét a gatyájába, a másikkal pedig a TV-t kapcsolgatja.

## Elveszett tárgyak
Több dramaturgiai hiba is van a sorozatban, melyek révén nagyobb tárgyak vesztek el. Az első évad egyik részében Al egy hajóról beszél, amelyet a pincében épít, mégsem találkozhatunk vele még akkor sem, amikor Bud leköltözik oda. A második évadban, „Az újdonsült házaspár” című részben Peggy, Al megkínzásával egy vadonatúj autót nyer egy tévés vetélkedőműsorban, amely az ötödik évad első részében ismét feltűnik, de később ennek is nyoma vész. Az ötödik évad „Vásárlási láz” című dupla részében ugyan Al megemlíti, hogy a bevásárlókocsit Peggy autójából készítette, de nem egyértelmű hogy az új autóját használta fel vagy azt, amely az első évad harmadik részében látható. A 4. évad 9. részében Al lecseréli régi autóját egy jobb állapotú (de ugyanolyan) használt kocsira. (Ha jobban megnéznéd a részt, a legvégén felcsapódó motorháztető azt mutatja, hogy a saját kocsiját vette meg, visszatekert óraállással - kritikus)

## Vitás, illetve elveszett epizódok
A sorozat eredeti bevezető része nem kerülhetett adásba, mert a producerek elégedetlenek voltak a Kellyt alakító Tina Caspary és a Bud szerepét játszó Hunter Carson alakításával, így ezt a részt a gyerekszínészek lecserélése után (néhány jelenetet kissé megváltoztatva), újra felvették. Az Egy rém rendes család egy epizódja „elveszett” egy michigani háziasszonynak köszönhetően, egy másikat pedig az 1993. február 26-ai események miatt utólag módosítottak. A „Chicagói Cipőtőzsde” című epizódot pedig a hivatalosan utolsóként forgatott rész után pár héttel vetítették le.

### A Rakolta-bojkott
1989-ben Terry Rakolta, a Michigan állambeli Bloomfield Hills egyik tehetős háziasszonya, erőteljes tiltakozásba kezdett, miután megnézte az Egy rém rendes család „Kebelbarátok” című részét. Támadása okai az egyik jelenetben látható harisnyakötőt és harisnyát viselő öregember, egy meleg férfi és egy, a melleit mutogató nő voltak. Rakolta levélíró kampányában felszólította a hirdetőket, hogy bojkottálják a műsort.
Miután Rakolta több televíziós talkshow-ban is feltűnt és a hirdetők megvonták a támogatásukat a sorozattól, a Fox vezetősége úgy döntött, hogy a további problémák elkerülése végett az „Intim órák” című rész nem kerülhet adásba. Ez a rész „Elveszett epizód” néven vált ismertté. Az „Intim órák” legelőször az FX Networks hálózatán 2002. június 18-án volt látható. A 3. évad többi részével együtt megtalálható az azóta megjelent DVD kiadványokon.
A sors iróniája, hogy a Rakolta által a sorozat leállítására indított tiltakozó hadjárat ideje alatt az Egy rém rendes család nézettsége ugrásszerűen megemelkedett. A megnövekedett nézőszámnak köszönhetően a sorozat egészen 1997-ig folytatódott. A sorozat producerei, Ron Leavitt és Michael G. Moye ez idő tájt minden évben egy gyümölcskosarat küldtek Rakoltának karácsonyra, így mondva köszönetet a „támogatásért”.
Rakoltára vonatkozóan két utalás is található a sorozatban. Az első a „Sztá-rock” című részben van, amelyben egy hírolvasó megemlíti Bloomfield Hills város nevét. A második a „Borsók a hüvelyben” című részben szerepel, amelyben a Bundy család élete alapján sorozatot készítenek. Miután Marcy letiltatja a műsort, magyarázatként azt mondja Bundyéknak, hogy „egy michigani nőnek nem tetszett”.
A Világkereskedelmi Központ elleni támadás előtt, az „Ennyit a Dodge-ról” című rész tartalmazott egy jelenetet, amelyben két arab egy ketyegő bombával, Bundyék házának bejárati ajtajánál 40 dollárt ajánl Alnek a Dodge-ért, és arról érdeklődik, hogyan lehet eljutni a Sears Towerhez. A terrortámadás után adásba került ismétlésekből ezt a részletet kivágták.

## A sorozat vége
A sorozat befejezésének hivatalos oka a nézőszám drasztikus csökkenése volt (14 millióról 9 millióra), melyben leginkább az játszhatott szerepet, hogy a 11. évad a vasárnap esti programsávból átkerült a szombat estibe. A helyzetet tovább rontotta, hogy a gyártást végző Columbia TriStar több részt nem tudott határidőre elkészíteni, míg a tervezett 12. évadért 1,5 millió dollárt kért volna részenként, melyet a Fox túl soknak talált, így annak ellenére, hogy nagyrészt ennek a műsornak köszönhette ismertté válását, végül a megszakítása mellett döntött. Mivel más tévétársaságok sem tartottak igényt a folytatásra és a döntés váratlanul érte a készítőket is, a sorozatnak nem készült el a befejező része sem.

## Nemzetközi vetítések
A sorozat a világ számos országában került bemutatásra.
| Ország/Térség  | Csatorna                                                             | Címváltozat                            | Címfordítás             | Előfordulás                          |
| -------------- | -------------------------------------------------------------------- | -------------------------------------- | ----------------------- | ------------------------------------ |
| Ausztrália     | TV1                                                                  |                                        |                         | Gyakran                              |
| Ausztria       | ORF1, ORF2                                                           |                                        |                         | 1995. március 6. – 1998. március 18. |
| Belgium        | VT4                                                                  |                                        |                         | Időszakosan                          |
| Brazília       | Sony Entertainment Television (feliratozva), PlayTV (szinkronizálva) | Um amor de família                     | „Egy kedves család”     | 1991 óta többször                    |
| Bulgária       | bTV, Fox life                                                        | Женени с деца                          | egyenes fordítás        | Többször                             |
| Chile          | Megavision                                                           |                                        |                         |                                      |
| Csehország     | TV Nova, Prima TV                                                    | Ženatý se závazky                      | egyenes fordítás        | Többször                             |
| Dánia          | TV3                                                                  | Vore værste år                         | „Legrosszabb éveink”    |                                      |
| Dél-Afrika     | M-Net                                                                |                                        |                         |                                      |
| Észtország     | Kanal 2                                                              | Tuvikesed                              | „Szerelemmadarak”       |                                      |
| Finnország     | Nelonen (egykor MTV3)                                                | Pulmuset                               | „Galambocskák”          |                                      |
| Franciaország  | M6                                                                   | Mariés, deux enfants                   | „Házas, két gyerekkel”  | 1989-ben                             |
| Görögország    | ANT1                                                                 | Παντρεμένοι με παιδιά                  | egyenes fordítás        | Az 1990-es években többször          |
| Hollandia      | RTL7, Veronica, RTL4                                                 |                                        |                         | Időszakosan                          |
| Horvátország   | HRT, RTL Televizija                                                  | Bračne vode                            | „A házasság vizei”      | Az 1990-es évek végétől              |
| Izrael         | HOT kábeltévé 2-es, 3-as, 6-os, majd 4-es és Bip                     |                                        |                         | Az 1990-es évek óta                  |
| Írország       | Paramount Comedy Channel, RTE 2                                      |                                        |                         |                                      |
| Kanada         | Tvtropolis, CMT                                                      |                                        |                         |                                      |
| Közel-Kelet    | Paramount Comedy Channel                                             |                                        |                         | 3 évig                               |
| Latin-Amerika  | Sony Entertainment Television                                        |                                        |                         |                                      |
| Lengyelország  | Polsat                                                               | Świat według Bundych                   | „Bundyék világa”        | Többször                             |
| Litvánia       | TV3                                                                  |                                        |                         | Rendszeresen                         |
| Mexikó         | Sony Entertainment Television                                        |                                        |                         |                                      |
| Nagy-Britannia | ITV4, Paramount Comedy Channel                                       |                                        |                         | Rendszeresen                         |
| Németország    | RTL, ProSieben, Kabel 1, Sat.1 Comedy, Nitro                         | Eine schrecklich nette Familie         | „Egy rém rendes család” | 1992 óta                             |
| Norvégia       | TV3, ZTV Norway                                                      | korábban: Våre verste år később: Bundy | „Legrosszabb éveink”    | Rendszeresen                         |
| Oroszország    | Domashny                                                             | Женаты… с детьми                       | egyenes fordítás        |                                      |
| Peru           | TV 13 – RED GLOBAL                                                   | Matrimonio con Hijos                   | „Házasság gyerekekkel”  |                                      |
| Románia        | PROTV                                                                | Familia Bundy                          | „Bundy család”          | Időszakosan                          |
| Spanyolország  | TVE 2                                                                |                                        |                         | Nagyjából 10 évig                    |
| Svédország     | TV3, ZTV, TV6                                                        | Våra värsta år                         | „Legrosszabb éveink”    | Többször                             |
| Törökország    | CNBC-E (feliratozva)                                                 |                                        |                         |                                      |
| Új-Zéland      | TV2, Sky TV                                                          |                                        |                         | Többször                             |

## A sorozat Magyarországon
Magyarországon az 1990-es évek végén, először az HBO, majd az azóta már megszűnt TV3 kezdte el vetíteni a sorozatot. Azóta több televíziós csatornán (Viasat 3, RTL Klub, Cool TV, Poén TV, Prizma TV, TV2 Comedy (Humor+), RTL Kettő) többször is adják/adták, rendszerint főműsoridőben. A sorozat címét (amely a német nyelvű változat fordítása) Árpa Attila adta. A hazai kritikusok az Egy rém rendes családot igénytelenséggel vádolták, azonban méltatták társadalomkritikai mondanivalója miatt. Szintén érdekesség, hogy az első évad intró zenéjét megtartották az összes epizódra.
A főszereplők magyar hangjai:
- Ed O’Neill – Csuja Imre
- Katey Sagal – Básti Juli, Kovács Nóra (a 8. évad 14. részétől, a 9. évad 9. részéig)
- Christina Applegate – Zsigmond Tamara
- David Faustino – Halasi Dániel
- Amanda Bearse – Götz Anna
- David Garrison – Kálid Artúr
- Ted McGinley – Bognár Zsolt

## DVD kiadások
Az Egyesült Államokban a harmadik évad az eredeti főcímdal nélkül (annak egy az eredetire csak halványan emlékeztető copyright nélküli instrumentális változatával), került a boltok polcaira. Tartalmazva a hírhedt „Intim órák” („I’ll See You in Court”) című „elveszett epizódot”, amelyet nem adtak le a Foxon az eredeti sorozattal együtt. A harmadik évad eredeti főcímdalának szerzői jog nélküli változatra történő cseréjét a Sony jelentette be.
A sorozat negyedik évadjának amerikai DVD kiadását 2005. augusztus 30-ára tervezték, de a rajongók erősen kritizálták amiatt, hogy nem teljes hosszúságú eredeti részeket tartalmaz; a leadottak közül 7 rész található rajta, de körülbelül 1 perc 20 másodpercet mindegyikből levágtak.

### Magyar DVD kiadások
| A kiadvány címe                  | Megjelenés dátuma   | Egyéb információ |
| -------------------------------- | ------------------- | ---------------- |
| Egy rém rendes család – 1. évad  | 2005. április 5.    | 2 DVD + CD       |
| Egy rém rendes család – 2. évad  | 2005. június 28.    | 3 DVD            |
| Egy rém rendes család – 3. évad  | 2005. szeptember 6. | 3 DVD            |
| Egy rém rendes család – 4. évad  | 2005. december 6.   | 3 DVD            |
| Egy rém rendes család – 5. évad  | 2006. június 27.    | 3 DVD            |
| Egy rém rendes család – 6. évad  | 2006. október 17.   | 3 DVD            |
| Egy rém rendes család – 7. évad  | 2006. december 5.   | 3 DVD            |
| Egy rém rendes család – 8. évad  | 2007. január 23.    | 3 DVD            |
| Egy rém rendes család – 9. évad  | 2007. április 10.   | 4 DVD            |
| Egy rém rendes család – 10. évad | 2007. július 24.    | 3 DVD            |
| Egy rém rendes család – 11. évad | 2007. november 7.   | 3 DVD            |

## Átdolgozások
Az amerikai Warner Brothers vígjátéksorozata az Unhappily Ever After (1995–1999) hasonló ötleten alapul.
Az Egy rém rendes család egyike annak a maroknyi amerikai vígjátéknak, amelyet Angliában átdolgoztak (ez idő tájt a brit tévéműsorok amerikai piacra történő átdolgozása jellemzőbb volt). A műsornak nem volt átütő sikere, talán amiatt, mert a családi vígjátékokból ismert Russ Abbott játszotta a főszerepet vagy talán azért, mert az eredeti sorozat még látható volt (jóllehet a késő esti műsorsávban szerepelt), így az 1996-os Married for Life mindössze hét epizódot ért meg.
A német vígjátéksorozat, a Hilfe, meine Familie spinnt (1992) a Strunk családról szól, és az Egy rém rendes család 26 korai részének átdolgozása. Először 1992-ben került adásba, és bár kétszer annyi nézőt vonzott, mint az eredeti sorozat, részben annak köszönhetően, hogy Strunkék főműsoridőben voltak láthatók, míg Bundyék kora este, az átdolgozás mégsem hozta meg a tőle várt sikert.
1999-ben mutatták be a brazil változatot A Guerra dos Pintos címmel, melynek főszereplői a Pinto család és szomszédaik, Fialho-k. A többi átdolgozáshoz hasonlóan ez sem volt sikeres.
2004-ben a kolumbiai tévétársaság a Caracol Televisión, a Columbia Picturesszel együttműködve készített egy 26 részes Egy rém rendes család adaptációt, Casados con hijos[forrás?] címmel. A Rochákról szól (Bundyék kolumbiai megfelelőiről) akik Bogotában élnek, a szomszédaikkal Pachónékkal (D’Arcyékkal). A készítői lemásolták az eredeti sorozat díszleteit és szituációit, de a kolumbiai városi körülményekhez igazították azokat. A hétvégenként főműsoridőben sugárzott sorozat vegyes fogadtatásra talált. Latin-Amerikában, az Egy rém rendes család ez idő tájt látható volt a Sony Entertainment Television kábeltévéhálózatán.
2004-ben a török Kanal D is bemutatott egy szintén rövid életű átdolgozást, melynek címe Evli ve Çocuklu, az eredeti cím egyenes fordítása volt.
2005 márciusában Argentínában bemutatták a Casados con hijos című sorozatot, amelynek első évadja nagy sikert aratott.
2006 áprilisában a chilei Megavision tévéadó is elkezdte saját, Casados con hijos című sorozatának vetítését.
2006-ban az orosz TNT csatorna bemutatta saját adaptációját Счастливы вместе (Együtt, boldogan) címmel, amely azóta befutott sorozattá vált.

### Egy rém rendes család Budapesten
2006. október 17-én a magyar TV2 is bemutatta saját változatát Egy rém rendes család Budapesten címmel. Az eredeti sorozat első évadának 26 részét kísérelték meg átdolgozni, a hazai körülményekhez igazítva, amely a korai kritikák szerint kétséges kimenetelű vállalkozás volt. Hetente egy rész került adásba főműsoridőben, de a kedvezőtlen fogadtatás miatt már a harmadik után egy későbbi programsávban kezdték sugározni a sorozatot, majd az év vége előtt ideiglenesen levették a műsorról. Több hónapos szünet után 2007 márciusában tűnt fel ismét a képernyőn, de ekkorra már nyilvánvalóvá vált, hogy nem váltotta be a hozzá fűzött reményeket.

## Extrák
A Fox tévétársaság több külön műsort is készített a sorozathoz kapcsolódóan, amelyek közül kettő nálunk a sorozattal együtt volt látható:
A Bundyék legjava (The Best of Bundy: Married… With Children 200th Episode) George Plimpton összefoglalója, a kétszázadik adás alkalmából.
Az Egy rém rendes család: különkiadás (My Favorite Married…), pedig a főszerepeket játszó színészek kedvenc epizódjaiból nyújt válogatást.
Több országban is megjelent a sorozatot tartalmazó DVD-ken a Married… With Children Reunion (2003), amely a főszereplőkkel készült interjúkból és a sorozatból összevágott jelenetekből áll.
A Fox mellett az E!, az MTV, az NBC és a német Pro7 is készített egy-egy saját műsort a témáról.
Az egyik leghosszabb a sorozat kulisszatitkaival foglalkozó műsorok közül, a 2001-ben készült Married… With Children: The E! True Hollywood Story, amely majdnem másfél órás.

## Érdekességek
- A sorozat munkacíme Not The Cosbys (Nem Cosbyék) volt, amely arra utal, hogy a sorozatot a készítők a nyolcvanas évek egyik legsikeresebb helyzetkomédiája, a The Cosby Show ellentétének szánták.[27]

- A főcímben a képernyőn lefolyó zöld folyadék a tévéből a nézőkre áradó szennyet jelképezi[forrás?].
- A Bundyék házát kívülről láttató képeken egy olyan épület szerepel, amely a valóságban az Illinois állambeli Deerfieldben áll, a Castlewood Lane-en[28] (641 Castlewood Ln, Deerfield, IL 60015) (Bundyék címe a sorozatban: 9764 Jeopardy Lane, Chicago, Illinois, USA).
- A készítők a „Bundy” családnevet kedvenc profi birkózójuk King Kong Bundy neve után választották, habár sokan tévesen azt hiszik hogy a név a utahi sorozatgyilkosra, Ted Bundyra utal. King Kong Bundy két alkalommal szerepelt is a sorozatban. Először Peg primitív, beltenyésztett unokatestvéreként, másodszor pedig a NO MA’AM kedvenc birkózójaként. Steve-éket egy Dusty Rhoades nevű birkózó után nevezték el.[29]
- A producerek eredetileg Sam Kinisont szerették volna felkérni Al Bundy szerepére,[30] de a stílusát túl profánnak találták, így végül nem őt választották. Sam Kinison vendégszereplőként látható a negyedik évadban, az „Ajándékmentes karácsonyi ünnepeket” című részben, Al őrangyalaként (ugyanebben a részben szerepelt Ted McGinley először). 1986-ban felmerült az is hogy a Seinfeld című sorozatban Cosmo Kramert alakító Michael Richardsot kérik majd fel a szerepre.[31]
- Peggy Bundy szerepét elsőként Roseanne Barr számára ajánlották fel, aki végül úgy döntött, hogy saját műsort készít egy gondterhes, realisztikus alsó középosztálybeli családról.[32]